# Steve Elkington
Steve Elkington, né le 8 décembre 1962 à Inverell, est un golfeur australien.

## Palmarès
Autres victoires
Compétitions par équipes
- Participation à la Presidents Cup 1994, 1996, 1998 et 2000
- Représentant de l'Australie à la Coupe du monde de golf : 1994
- Représentant de l'Australie à la Dunhill Cup : 1994, 1995, 1996, , 1997

## Distinction personnelle
- Trophée Vardon 1995